# فرد سميث (لاعب كرة قدم بريطاني)
فرد سميث (بالإنجليزية: Fred Smith)‏ (26 نوفمبر 1898 في المملكة المتحدة - 1971) هو لاعب كرة قدم بريطاني (وحمل سابقاً جنسية المملكة المتحدة لبريطانيا العظمى وأيرلندا) في مركز الظهير. لعب مع نادي بوري وAshton National F.C. ‏.